# Вале, Рихард
Рихард Вале (14 февраля 1857, Вена — 21 октября 1935, там же) — австрийский философ, психолог и педагог, профессор философии в университетах Черновиц и Вены. Видный представитель позитивизма в Австрии.

## Биография
Основываясь на результатах нейрофизиологических исследований своего времени, разработал физиологическое описание человеческой мысли и представил в дискурсе о роли метафизики в философии научно обоснованного материализма.
Известен главным образом критикой традиционной философии и своими работами о Спинозе.

## Избранные труды
- «Gehirn und Bewusstsein» (Вена, 1885);
- «Verhältniss zwischen Substanz und Attributen in Spinozas Ethik» (ib., 1888);
- «Glückseligkeitslehre der Ethik des Spinoza» (ib., 1889);
- «Das Ganze der Philosophie und ihr Ende» (ib., 1894; 2 изд. 1896);
- «Geschichtliche Überblick über die Entwickelung der Philosophie» (ib., 1895);
- «Kurze Erklärung der Ethik von Spinoza und Darstellung der definitiven Philosophie» (ib., 1889);
- «Ideen zur Organisation der Erziehung» (ib., 1901).